# Płynąc pod prąd
Płynąc pod prąd – australijski film biograficzny z 2003 roku na podstawie autobiografii Anthony’ego i Diane Fingletonów.

## Obsada
- Geoffrey Rush – Harold Fingleton
- Judy Davis – Dora Fingleton
- Jesse Spencer – Tony Fingleton
- Tim Draxl – John Fingleton
- Deborah Kennedy – Billie
- David Hoflin – Harold Fingleton Jr.
- Craig Horner – Ronald Fingleton
- Brittany Byrnes – Diane Fingleton
- Mark Hembrow – Tommy
- Simon Burvill-Holmes – Brat Campbell
- Remi Broadway – Murray Rose
- Melissa Thomas – Dawn Fraser
- Andrew Booth – Bruce Humphrey
- Brett Bullock – Gary Humphrey

## Fabuła
Australia, lata 50. Anthony Fingleton pochodzi z biednej rodziny. Ojciec pije, matka znosi to, milcząc. Chłopak chce trenować pływanie. Chce w ten sposób zdobyć akceptację swojego ojca, który faworyzuje Johny’ego.